# Kanjut Sar
El Kanjut Sar o Kunjudh Sar tal com es pronuncia en "Wakhi" és una muntanya de l'Hispar Muztagh, una serralada secundària del gran massís del Karakoram, al Pakistan. Kunjudh Sar en wakhi significa amb vistes a Kunjudh, o sobre Kunjudh, mentre Khujudh és el nom wakhi pel baix Hunza. Amb els seus 7.760 metres és la 26a muntanya més alta de la Terra i l'11a del Pakistan. El cim va ser escalat per primera vegada el 1959 per Camillo Pellissier, membre d'una expedició italiana dirigida per Guido Monzino.
El Kanjut Sar consta de dos cims:
- Kanjut Sar I, amb 7.760 metres
- Kanjut Sar II, al sud-est del cim principal, i 6.831 metres.